# 田野町甲
田野町甲（たのちょうこう）とは、宮崎県宮崎市内の地名。田野地域自治区に属している。郵便番号は889-1701。

## 地理
宮崎市南西部、旧田野町域の南東側に位置する。鰐塚山山麓に位置し、高原地帯として農地にあてられるほか、旧田野町市街地を形成する。
田野町乙、田野町あけぼの、田野町南原、清武町今泉、日南市北郷町北河内、北諸県郡三股町と接する。

## 地名の由来
旧田野町では南原・あけぼのを除き、大字・町丁が設定されておらず、田野町の後に番地を記載する方法で住所を表記していた。すなわち甲・乙は地名でなく、地番の前に付与される符号である。（同様の記載法は清武町加納・清武町今泉の一部でも実施している。）なお、避難の告知については自治会名が用いられるほか、番地の後に通称地名を記載する場合は消防団の分団を記載する場合がある。
宮崎市に合併後は田野町甲・田野町乙として事実上、町丁が付与されている。

## 世帯数と人口
2023年（令和5年）7月1日現在の世帯数と人口は以下の通りである。
| 町丁     | 世帯数   | 人口   |
| -------- | -------- | ------ |
| 田野町甲 | 2176世帯 | 5389人 |

## 小・中学校の学区
市立小・中学校に通う場合、学区は以下の通りとなる。
| 町名                   | 小学校             | 中学校             |
| ---------------------- | ------------------ | ------------------ |
| 田野町甲（一部を除く） | 宮崎市立田野小学校 | 宮崎市立田野中学校 |
| 田野町甲の一部         | 宮崎市立七野小学校 | 宮崎市立田野中学校 |

## 交通

### 鉄道
JR日豊本線が通過し、田野駅が設置されている。（東分団の一部は日向沓掛駅が最寄り駅となる。）

### バス
宮交グループの運営するバスが営業している他、宮崎自動車道に田野東バスストップを設置する。

### 道路
- 宮崎自動車道田野インターチェンジ
- 国道269号
- 宮崎県道28号日南高岡線
- 宮崎県道336号宮崎田野線
- 宮崎県道340号大戸野清武線
- 宮崎県道343号鰐塚山田野停車場線

## 施設
- 田野駅
- 道の駅田野
- 宮崎市田野総合支所
- 宮崎市立田野小学校
- 宮崎市立田野中学校
- 宮崎医療管理専門学校